# Sigvaldeträsk
Sigvaldeträsk är en sjö i Gotlands kommun på Gotland och ingår i Gothemån-Snoderåns kustområde. Sjön är 15,8 meter djup, har en yta på 0,0871 kvadratkilometer och befinner sig 40,5 meter över havet. Vid provfiske har abborre, gädda, mört och sarv fångats i sjön.

## Delavrinningsområde
Sigvaldeträsk ingår i det delavrinningsområde (635160-167169) som SMHI kallar för Mynnar i havet. Medelhöjden är 27 meter över havet och ytan är 175,09 kvadratkilometer. Det finns inga delavrinningsområden uppströms utan avrinningsområdet är högsta punkten. Delavrinningsområdets utflöde Närkån mynnar i havet. Delavrinningsområdet består mestadels av skog (35 %), öppen mark (12 %) och jordbruk (52 %). Avrinningsområdet har 0,15 kvadratkilometer vattenytor vilket ger avrinningsområdet en sjöprocent på 0,1 %. Bebyggelsen i området täcker en yta av 2,05 kvadratkilometer eller 1 % av avrinningsområdet.